# Mauzé-sur-le-Mignon
Mauzé-sur-le-Mignon är en kommun i departementet Deux-Sèvres i regionen Nouvelle-Aquitaine i västra Frankrike. Kommunen ligger i kantonen Mauzé-sur-le-Mignon som tillhör arrondissementet Niort. År 2022 hade Mauzé-sur-le-Mignon 2 917 invånare.

## Befolkningsutveckling
Antalet invånare i kommunen Mauzé-sur-le-Mignon
| Referens: INSEE |